# Лаштхвери (церковь)
Церковь Архангелов в Лаштхвери (груз. ლაშთხვერის მთავარანგელოზის ეკლესია), также известная как церковь Тарингзел (сван. თარინგზელ) — средневековая грузинская православная церковь в высокогорной северо-западной исторической области Грузии Верхняя Сванетия, в настоящее время находящаяся в Местийском муниципалитете края (мхаре) Самегрело-Верхняя Сванетия. Архитектурно ничем не примечательная зальная церковь, её наиболее узнаваемой чертой является серия фресок на внутренних и наружных стенах, датируемая XIV—XV веками. Помимо религиозных сцен и портретов, фрески включают редкую иллюстрацию эпизодов из эпического романа «Амиран-Дареджаниани». Церковь включена в список недвижимых памятников культуры национального значения Грузии.

## Место нахождения

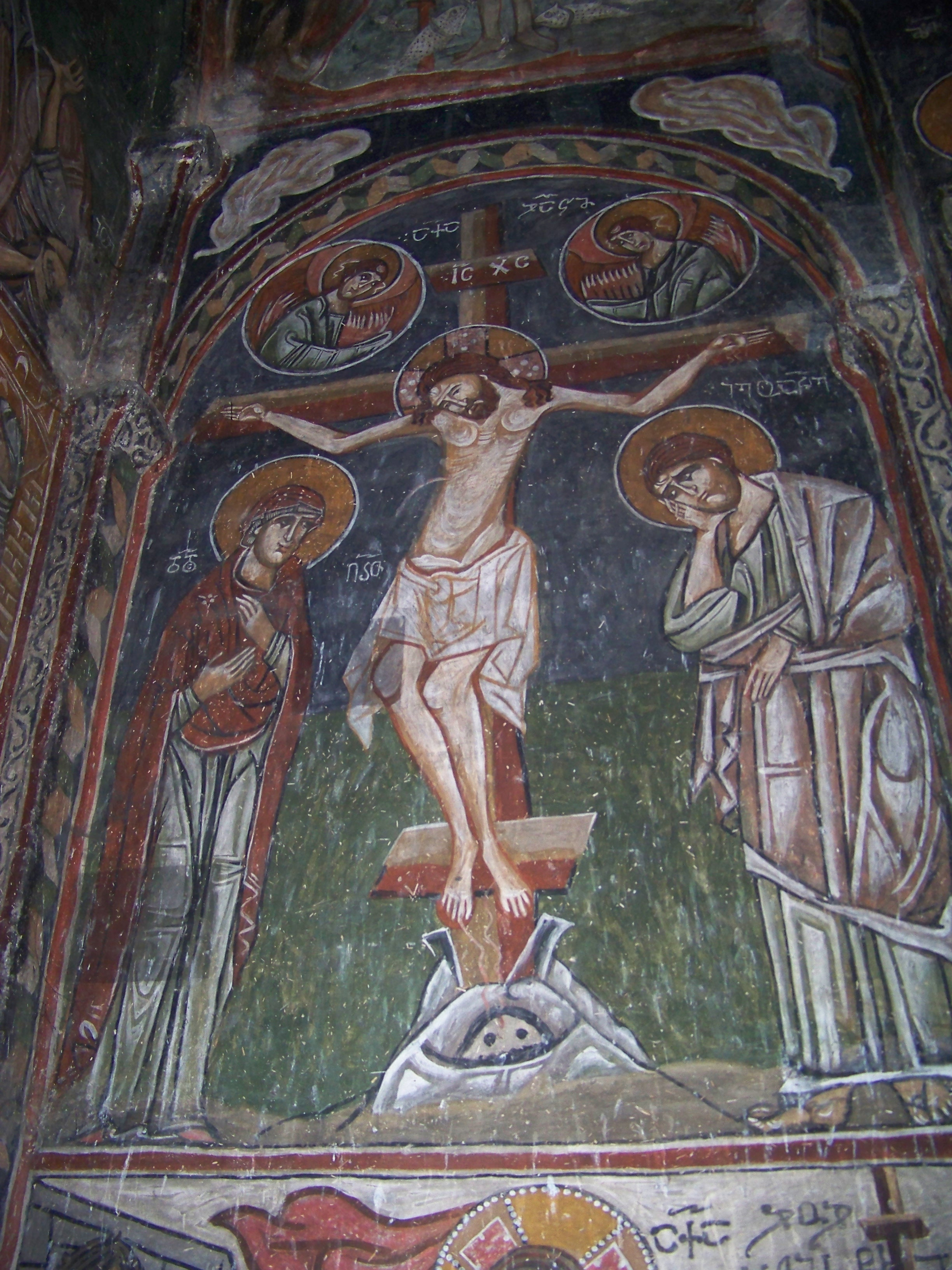
Распятие, фреска на северной внутренней стене

Церковь Лаштхвери находится на юго-западной окраине села Лаштхвери (Лаштксвер), на высоте 1380 м над уровнем моря, в территориальной единице Ленджери Местийского муниципалитета, в предгорьях Большого Кавказа. Эта часть Сванетии в XIX веке была известна как Вольная Сванетия. Нет современных литературных источников о строительстве и истории Лаштхвери. Церковь и сохранившиеся в ней предметы были впервые подробно описаны грузинским учёным Эквтиме Такаишвили во время его экспедиции в Сванетию в 1910 году.

## Описание

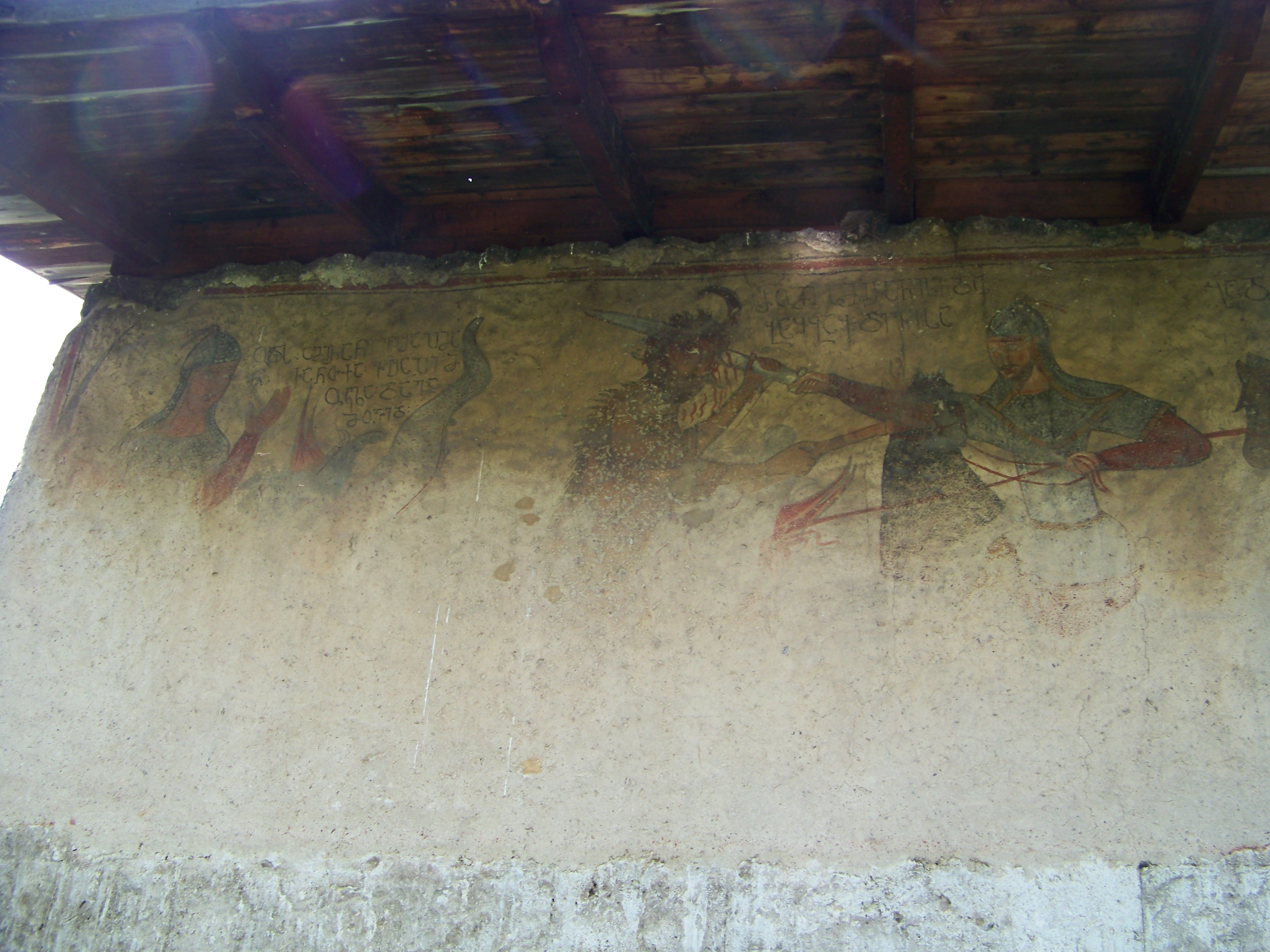
Амиран-Дареджаниани, фреска на северной наружной стене

Церковь Архангелов — это небольшая и архитектурно простая зальная церковь, основанная на двухступенчатом цоколе и построенная из аккуратно вырубленных известняковых блоков. Неф разделён на две почти равные травеи парой арочных пилястр. В здание можно войти с запада через прямоугольный дверной проём с внутренним арочным тимпаном. Церковь освещена четырьмя окнами, по одному в святыне и западной стене, по два в восточной стене, одно из которых проливает свет прямо на фресковое изображение святого Георгия на коне на противоположной стене. Святыня содержит две арочные ниши по обе стороны окна. Оконные рамы снаружи отделаны резной каменной кладкой. Церковь увенчана простым карнизом. В приложении к западной стене находится камера, построенная позднее и крытая брусами из дерева.

### Фрески
Церковь богато украшена фресками, датированными второй половиной XIV века и началом XV-ого. Стиль картин — местный взгляд на поздневизантийское палеологическое искусство, выполненное в характерно грубой манере. Внутри здания на конхе и стенах изображены фрески, изображающие христологический цикл, Отцов Церкви и различных святых. На внешних стенах также есть фрески — теперь частично выцветшие — в том числе охота святого Евстафия на восточном фасаде, наездники в ореолах на юге, деисус на западе и уникальные сцены из средневекового грузинского романа «Амиран-Дареджаниани» на севере. Изображения сопровождаются пояснительными надписями средневековым грузинским письмом асомтаврули.